# ザ・ライバル「少年サンデー・少年マガジン物語」
『ザ・ライバル「少年サンデー・少年マガジン物語」』（ザ・ライバル しょうねんサンデー・しょうねんマガジンものがたり）は、『週刊少年サンデー』と『週刊少年マガジン』の創刊から50年の歴史を追ったドキュメントドラマ。2009年5月5日にNHK総合テレビにて放送された。
制作発表時の仮題は『ザ・ライバル サンデーVSマガジン 少年週刊誌の闘い』であった。
また、この番組のスタッフだった大野茂が、この番組の取材内容をもとにした著書『サンデーとマガジン』（光文社新書）を2009年4月に刊行している。

## 概要
本番組放送から50年前に登場した2つの少年週刊誌、小学館の『少年サンデー』と講談社の『少年マガジン』のライバル物語を、再現ドラマとドキュメンタリーで描く。
小学館と講談社の両社は、それまで月刊だった少年誌の週刊化に当たり、漫画家の囲い込みを始めた。小学館は手塚治虫と関係の深いトキワ荘グループの漫画家を押さえ、これが『おそ松くん』や『オバケのQ太郎』などを生み、ギャグ路線の成功につながる。一方、講談社は劇画という新しい路線に進み、その中で梶原一騎という逸材を見いだした。『巨人の星』や『あしたのジョー』が登場し、『マガジン』は先行した『サンデー』を急追する。少年誌を舞台に新しい文化が成長していく姿を浮き彫りにする。

## 主なスタッフ
- プロデューサー：山登義明、澁谷利秀
- 監督：三輪源一、伊世憲造
- 脚本：中本麻理
- 語り：高橋美鈴

## 主な出演者
- 真壁仁一：伊藤淳史
- 三条大輔：成宮寛貴
- スナックのママ：相築あきこ
- 智恵子：須藤温子
- 青木肇：森本のぶ
- 藤井誠：田島優成
- 長瀬祐次：岡安泰樹
- 小林みどり：森田彩華
- 田所昭雄：大根田良樹
- 石田：永瀬はるか
- 土屋先生：鈴木正幸
- 藤子不二雄（藤子・F・不二雄）：蝦名清一
- 藤子不二雄（藤子不二雄A）：木澤俊介
- 梶原一騎：松崎裕
- 川崎のぼる：伊藤毅
- 豊田亀市編集長：風間トオル
- 牧野武朗編集長：今井雅之